# El día dura más de cien años
El Día Dura Más de Cien Años (en ruso: И дольше века длится день), también titulada en español como: Un día más largo que un siglo o Más de un siglo se alarga el día, es una novela escrita por Chinguiz Aitmátov, originalmente publicada en 1980 en la revista literaria Novy Mir. En 1990, la revista Znamya publicó un relato complementario de la novela, La nube blanca de Gengis Kan, que luego se incluyó en la novela.
La novela fue incluida en la lista de 2013 de los 100 libros para escolares recomendados por el Ministerio de Educación y Ciencia de Rusia.

## Título
En una introducción escrita en 1990, durante el periodo de la perestroika, el autor escribió que el título original era El Aro (Обруч), el cual fue rechazado por la censura. El título El Día Dura Más de Cien Años, tomado de la última estrofa del poema Días Únicos (единственные дни) de Boris Pasternak, fue utilizado para la versión de la revista (Novy Mir, #11, 1980), también fue criticado por ser demasiado complejo, y la primera versión de la novela en formato libro se publicó en Roman-Gazeta de forma censurada con el título La parada de ferrocarril de Buranny (Буранный полустанок).

## Introducción
La novela transcurre a lo largo de un día, que abarca el esfuerzo del ferroviario kazajo Burranyi Yedigei por enterrar a su difunto amigo Kazangap en el cementerio de Ana-Beiit (Tumba de la Madre). A lo largo del recorrido, Yedigei relata su historia personal de vida en las estepas de Sary-Ozek, junto con fragmentos del folclore kazajo . El autor explica el término «Saryozeks» como «Tierras Medias de las Estepas Amarillas». Sary-Ozek (o la forma rusificada «Sarozek», usada indistintamente en la novela) es también el nombre de un cosmódromo (ficticio).
Además, hay una subtrama que involucra a dos cosmonautas, uno estadounidense y otro soviético, quienes contactan con una forma de vida extraterrestre inteligente y viajan al planeta Lesnaya Grud' (El seno del bosque), desde una estación espacial gestionada conjuntamente por los Estados Unidos y la Unión Soviética. La ubicación de la plataforma de lanzamiento soviética, Sarozek-1, cerca del cruce ferroviario de Yedigei, entrelaza la subtrama con la historia principal.

## Resumen de la trama
La novela comienza con Yedigei enterándose de la muerte de su viejo amigo, Kazangap. Todos los familiares más importantes de Kazangap han sido advertidos de su inminente muerte, y se decide partir para enterrarlo al día siguiente. Para consternación de su hijo, Sabitzhan, indiferente al entierro de su padre, deciden cruzar el Sarozek hasta el cementerio de Ana-Beiit para enterrar a Kazangap. La procesión parte puntualmente a la mañana siguiente, y se recuerdan experiencias vividas a lo largo de la vida de Yedigei, así como diversas leyendas del Sarozek.

### Resumen de la subtrama
Poco después de enterarse de la muerte de Kazangap, Yedigei observa el lanzamiento de un cohete desde la plataforma de lanzamiento al norte del cruce Boranly-Burranyi. Los lanzamientos, aunque poco frecuentes, no son inusuales para Yedigei, pero este en particular se debe a que no tenía conocimiento previo. Este lanzamiento, y las circunstancias que lo rodearon, se han mantenido en secreto, y simultáneamente se produce un lanzamiento estadounidense desde Nevada.

## Personajes

### Burannyi Yedigei
Yedigei es el protagonista principal . Es un ferroviario del Sarozek que fue soldado en la Segunda Guerra Mundial y, antes de eso, pescador en el Mar de Aral . Es quien asume la responsabilidad del entierro de Kazangap y la mayor parte de la historia se narra desde su perspectiva .

### Kazangap Asanbiev
Kazangap era el hombre más anciano de Buranly-Burranyi y en un principio animó a Yedigei a mudarse allí. Trabajó junto a él en el ferrocarril. El "día" mencionado en el título " El día dura más de cien años" es el día en que fue enterrado. (Su apellido solo se menciona una vez. Esto ocurre cuando, en el último momento, su movilización para la guerra se cancela por ser un trabajador esencial del ferrocarril).

### Ukubala
Ukubala es la esposa de Yedigei. En general, se muestra sumisa a sus deseos, pero lo anima a investigar la muerte de Abutalip. A lo largo de la historia, se muestra leal a Yedigei e incluso pasa por alto su afecto por Zaripa. En múltiples ocasiones, Yedigei los recuerda trabajando juntos.

## Temas folclóricos
- La historia de los mankurts , prisioneros de guerra convertidos en esclavos, privados de memoria. Un mankurt no reconocía su nombre, familia ni tribu; «un mankurt no se reconocía a sí mismo como ser humano», escribe Aitmatov.[2] En la novela, Naiman-Ana es asesinada por su hijo mankurt cuando intenta liberarlo.
- La historia de la nube blanca de Gengis Kan trata sobre una relación prohibida entre un soldado mongol y una mujer que hace estandartes de dragones.
- La historia de Raimaly-aga, un bardo anciano que se enamoró de una mujer joven, pero su familia lo ató a un árbol para evitar que la viera.

## Película
En 1990 se estrenó en la Unión Soviética la película Mankurt (Манкурт). Escrita por Mariya Urmatova, la película está basada en una línea narrativa de la novela. Es la última película dirigida por Khodzha Narliyev. Su reparto principal estuvo encabezado por Tarik Tardzhan, Maya-Gozel Aymedova, Jylmaz Duru, Khodzhadurdy Narliev, Maysa Almazova. La película cuenta la historia de un turcomano que defiende su patria de una invasión. Tras ser capturado, torturado y sometido a un lavado de cerebro para servir a los conquistadores de su patria, queda tan completamente transformado que mata a su madre cuando ella intenta rescatarlo del cautiverio.